# الساندرو رنیکا
الساندرو رنیکا (انگلیسی: Alessandro Renica؛ زادهٔ ۱۵ سپتامبر ۱۹۶۲) بازیکن فوتبال اهل ایتالیا است.
از باشگاه‌هایی که در آن بازی کرده‌است می‌توان به باشگاه فوتبال هلاس ورونا، باشگاه فوتبال سمپدوریا، باشگاه فوتبال ویچنزا، و باشگاه فوتبال ناپولی اشاره کرد.